# Dolichoneura ichnaea
Dolichoneura ichnaea är en fjärilsart som beskrevs av Louis Beethoven Prout 1932. Dolichoneura ichnaea ingår i släktet Dolichoneura och familjen mätare. Inga underarter finns listade i Catalogue of Life.